# کارل اتو کخ
کارل اتو کخ (به آلمانی: Karl Otto Koch) (زاده ۲ اوت ۱۸۹۷ – مرگ ۵ آوریل ۱۹۴۵) یک نظامی آلمانی در دوره رایش سوم و از سال ۱۹۳۹ تا سال ۱۹۴۲ فرمانده اردوگاه مرگ بوخن‌والد بود. وی همچنین قبل از آن از اکتبر ۱۹۳۶ تا ژوئیه ۱۹۳۷ فرمانده اردوگاه مرگ زاخسنهاوزن بود. وی در ۵ آوریل ۱۹۴۵ تیرباران شد.